# Żar-ptak

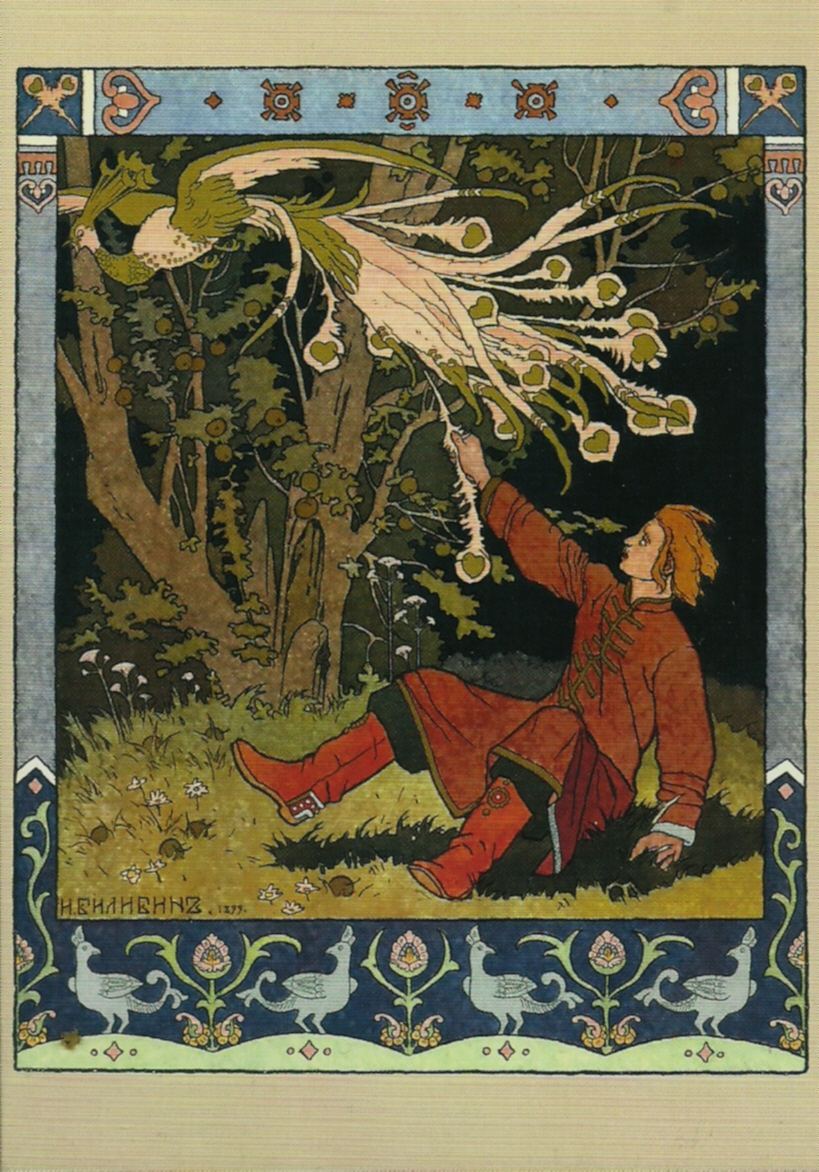
Żar-Ptak według ilustracji do baśni rosyjskiej (obraz autorstwa Iwana Bilibina)

Żar-Ptak (ros. жар-птица żar-ptica) – ptak ognisty często spotykany także pod nazwą Cud-Żar-Ptaka w baśniach rosyjskich. Z wyglądu przypominać miał pawia, którego pióra płonęły żywym ogniem. Zarówno samo zwierzę jak i jego ogniste pióra posiadały szczególną moc magiczną. Część badaczy wywodzi jego pochodzenie od mitycznego sokoła Raroga, występującego w wierzeniach Słowian.